# Cycas campestris
Cycas campestris är en kärlväxtart som beskrevs av Kenneth D. Hill. Cycas campestris ingår i släktet Cycas, och familjen Cycadaceae. IUCN kategoriserar arten globalt som nära hotad. Inga underarter finns listade i Catalogue of Life.